# 치마 (한복)
한복에서 치마는 여성 한복의 하의 부분을 말한다. 치마는 한자로 裳(상) 혹은 裙(군)으로 쓰며 한복에서는 하의를 가리키되 여자 한복에 한정된다. 저고리의 경우 성별에 관계 없이 입었지만 치마는 여성만에 한정됐다는 사실이 다르다.

## 역사
고구려 벽화와 경주 벽화분을 대조해볼 때 고구려 여성은 치마를 먼저 입고 그 위에 저고리를 입었으며 치마 주변(허리춤)에 띠를 두른 것으로 파악된다. 그러나 치마를 입고 저고리를 입는 것은 고려 시대 전까지는 관습처럼 굳어지지 않았던 것으로 파악되고 있다. 고구려 시대에는 서구형처럼 황금비례를 추구했으며 통일신라 시대에는 긴 치마를 저고리 위에 입어 당나라의 형태와 아주 유사한 형태를 띠었다.
속치마는 치마와 비슷한 용도로 20세기 초, 즉 개화기부터 입기 시작하여 조끼허리에 달아 명주나 삼팔ㆍ옥양목ㆍ인조 등을 사용하였다. 겉치마와 다르게 조끼허리를 쓴 것은 이화학당의 미국인 교장 윌터의 지도에 따른 것이라 전해진다. 20세기 중반에 이르자 겉치마는 소매가 없는 웃옷을 겸해 위로 가슴을 덮게 되었으며 저고리를 걸쳐 입게 되었다.

## 착장법
한복의 치마는 그 착장법이 뒤여밈으로 다른 아시아 국가들의 의상과 약간 다른 특징이 있다. 인도의 전통 의상인 사리는 치마를 두른 후 앞으로 묶으며 싱가포르, 인도네시아, 말레이시아의 전통 복식인 케바야, 캄보디아의 삼포트 등은 허리 앞에서 묶어 앞에 혁띠를 착용하거나 앞으로 여미는 특징이 있다.

## 같이 보기
- 치마저고리
- 바지 (한복)
- 당의
- 원삼
- 활옷